# وودلان (تگزاس)
وودلان، تگزاس(به انگلیسی: Woodlawn, Texas) شهری در ایالت تگزاس از ایالات جنوبی ایالات متحده آمریکا است.